# Francesca di Foix
Francesca di Foix és una òpera en un acte composta per Gaetano Donizetti sobre un llibret italià de Domenico Gilardoni. S'estrenà al Teatro San Carlo de Nàpols el 30 de maig de 1831.